# Heinrich Faber (Abt)
Heinrich Faber OSB (* im 14. Jahrhundert in Biberach; † 6. März 1434 in Konstanz) war der 2. Abt der späteren Reichsabtei Ochsenhausen im heutigen Landkreis Biberach in Oberschwaben.

## Leben
Er war der Neffe von Abt Nikolaus. Er wurde am 12. Juni 1422 vom Konvent zum Abt der Reichsabtei Ochsenhausen gewählt und blieb dies bis zu seinem Tode. Davor war er fünf Jahre Pfarrer in Winterstetten. Aufgrund seiner schwächlichen Konstitution, wollte er die Wahl zunächst nicht annehmen. Die bischöfliche Einsegnung erfolgte jedoch drei Tage später durch den Weihbischof von Konstanz, Georgius Episcopus Dimettensis, in der Stiftskirche St. Gallus und Otmar in St. Gallen.
Er erwarb mehrere Weingüter in Markdorf für tausend Pfund Heller. Er legte 1424 die Pfarreien Oy und Kronwinkel mit Thannheim zusammen. Mit dem Abt von Rot an der Rot verglich er sich wegen der Dörfer Berkheim und Illerbachen im Illertal. 1427 erwarb er von der Witwe Elisabeth Lang die Patronatsrechte von Schönebürg. Nach dem Konzil von Konstanz kam es zu Spannungen über Besitz- und Rechtsverhältnisse mit dem örtlichen und regionalen Adel. Im Winter 1434 reiste Faber trotz seiner bekannten schwächlichen Konstitution nach Konstanz, um vor dem bischöflichen Ordinariat und dem Konzil von Basel Klage gegen den Adel zu führen. Papst Eugen IV. hielt von dem Konzil wenig, zumal es außerhalb seines territorialen Machtbereiches stattfand. Eugen löste es mit seiner Bulle „Quoniam alto“ vom 12. November 1431 auf und berief alternativ eine Versammlung nach Bologna ein. Das kümmerte die in Basel anwesenden Kirchenvertreter mehrheitlich jedoch wenig. Die Bulle wurde nicht einmal verlesen. Die Klagen des damals noch eher unbedeutenden Klosters sollten auch vor das umstrittene Konzil von Basel vorgebracht werden. Es kam nicht mehr dazu.
Heinrich Faber erkrankte schwer und verstarb am 6. März 1434 in Konstanz.